# Ruch Ekologiczno-Pokojowy „Wolę być”
Ruch Ekologiczno-Pokojowy „Wolę Być” – powstał w 1984 r. na bazie tygodnika „Na Przełaj”. W numerze z 1 lipca 1984 roku redakcja zamieściła artykuł zatytułowany „Wolę być” i zaprosiła czytelników tygodnika do dyskusji. Po publikacji łącznie trzech specjalnych numerów „Na przełaj” poświęconych ochronie środowiska, pokoju i ochronie środowiska psychicznego człowieka, doszło do pierwszego spotkania czytelników. Miało ono miejsce w sierpniu 1985 roku w Bobięcinie koło Miastka (dawne województwo słupskie). Na tym właśnie spotkaniu narodziła się idea stworzenia niesformalizowanego ruchu, który przyjął nazwę „Wolę Być” – jako forma przeciwstawienia materializmowi i konsumpcjonizmowi rozwoju wewnętrznego.
Ruch działał w latach 1984–1993, będąc jednym z kilku szczególnie znanych w tym okresie alternatywnych ruchów społecznych w Polsce. Struktura ruchu opierała się na bazie grup regionalnych (nazywanych „lobby”). W szczytowym okresie było ich ponad 30.

## Obozy i zimowiska Ruchu (chronologicznie)
Ruch organizował dwa razy w roku spotkania wolontariuszy, podczas których odbywały się warsztaty, szkolenia, wykłady i różne akcje ekologiczne.
- 1985: obóz letni w Bobięcinie
- 1986: zimowisko 1986 w Kowarach
- 1986: obóz letni we Fromborku (połączony ze „Stachuriadą” i spotkaniem z redakcją „Na przełaj” oraz dyrekcją budującej się wówczas elektrowni jądrowej w Żarnowcu)
- 1987: zimowisko w Gdańsku
- 1987: obóz letni w Wejherowie
- 1988: zimowisko w Gdańsku
- 1988: obóz letni w Lucieniu
- 1989: zimowisko w Tarnobrzegu
- 1989: obóz letni w Drężnie (koło Białego Boru)
- 1990: zimowisko w Karłowie
- 1990: obóz letni w Cisnej
- 1991: zimowisko w Lublinie
- 1991: obóz letni w Przehybie
- 1992: zimowisko w Elblągu
- 1992: obóz letni w Liciążnej
- 1993: zimowisko w Tarnowskich Górach
- 1993: obóz letni w Liciążnej

## Akcje happeningowe
Ruch znany był z wielu akcji i happeningów ekologiczno-pacyfistycznych. Do najbardziej znanych należą:
- akcja sprzedaży choinek w doniczkach przed Świętami Bożego Narodzenia pod hasłem „Zielone po 300”,
- objazdowa wystawa zabawek militarnych pod hasłem „Generałowie i dzieci, nie bawcie się w wojnę”,
- doprowadzenie do zamknięcia wydziału produkcji wiskozy w Zakładach Włókien Chemicznych Chemitex-Celwiskoza w Kotlinie Jeleniogórskiej,
- narodziny i propagowanie idei „zielonej szkoły”,
- doprowadzenie do zamknięcia Szkoły Podstawowej Nr 90 w Gdańsku z uwagi na „toksyczne podłogi” wyłożone szkodliwą dla zdrowia masą bitumiczną – w podobnym przypadku innej gdańskiej szkoły doszło do tragedii i zachorowań na białaczkę.

Ruch wydał także dwa numery własnych czasopism – „Wolę być” i „EKO-PUK”, zawierające artykuły poruszające kwestie ekologii i pacyfizmu.
Na obozach gościli przedstawiciele innych organizacji ekologicznych z Niemiec, Szwecji i Czech.
Po ostatnim spotkaniu w roku 1993 Ruch Ekologiczno-Pokojowy „Wolę Być” nie miał kontynuacji w żadnej innej organizacji.